# پرت (دلاویر)
پرت (به انگلیسی: Perth) یک منطقهٔ مسکونی در ایالات متحده آمریکا است که در دلاور واقع شده‌است. پرت ۱۱۰٫۰۳ متر بالاتر از سطح دریا واقع شده‌است.